# Complesso archeologico di San Pietro a Corte
Il complesso archeologico di San Pietro a Corte è un'area nel centro storico di Salerno in cui sono documentate e visibili le testimonianze archeologiche dei vari avvicendamenti storici a partire dal I secolo d.C. L'ingresso è sul Larghetto San Pietro a Corte.
L'area si estende nel sottosuolo ed in superficie, a diversi livelli stratigrafici, ed evidenzia documenti di particolare interesse storico, archeologico ed artistico. In particolare il sito risulta, in assoluto, l'unica testimonianza archeologica di architettura palaziale di epoca longobarda. Sono visibili, inoltre, un ambiente attribuito a frigidarium terme romane, un luogo cimiteriale di culto paleocristiano, un oratorio del XII secolo, una probabile aula della Scuola Medica Salernitana e le varie ristrutturazioni ed opere d'arte introdotte a partire dal 1500.
Nel 2012 il sito è risultato escluso dal percorso UNESCO Longobardi in Italia: i luoghi del potere, teso a salvaguardare luoghi ricchi di testimonianze di arte e architettura longobarda, a causa di carenze dal punto di vista di servizi, info e accessibilità al sito. Il sito è parte integrante dell'Itinerario Culturale "Longobard Ways across Europe" candidato all'iscrizione nella lista degli Itinerari Culturali Europei del Consiglio d'Europa
Dal dicembre 2014 il Ministero per i beni e le attività culturali lo gestisce tramite il Polo museale della Campania, nel dicembre 2019 divenuto Direzione regionale Musei.

## Le terme romane

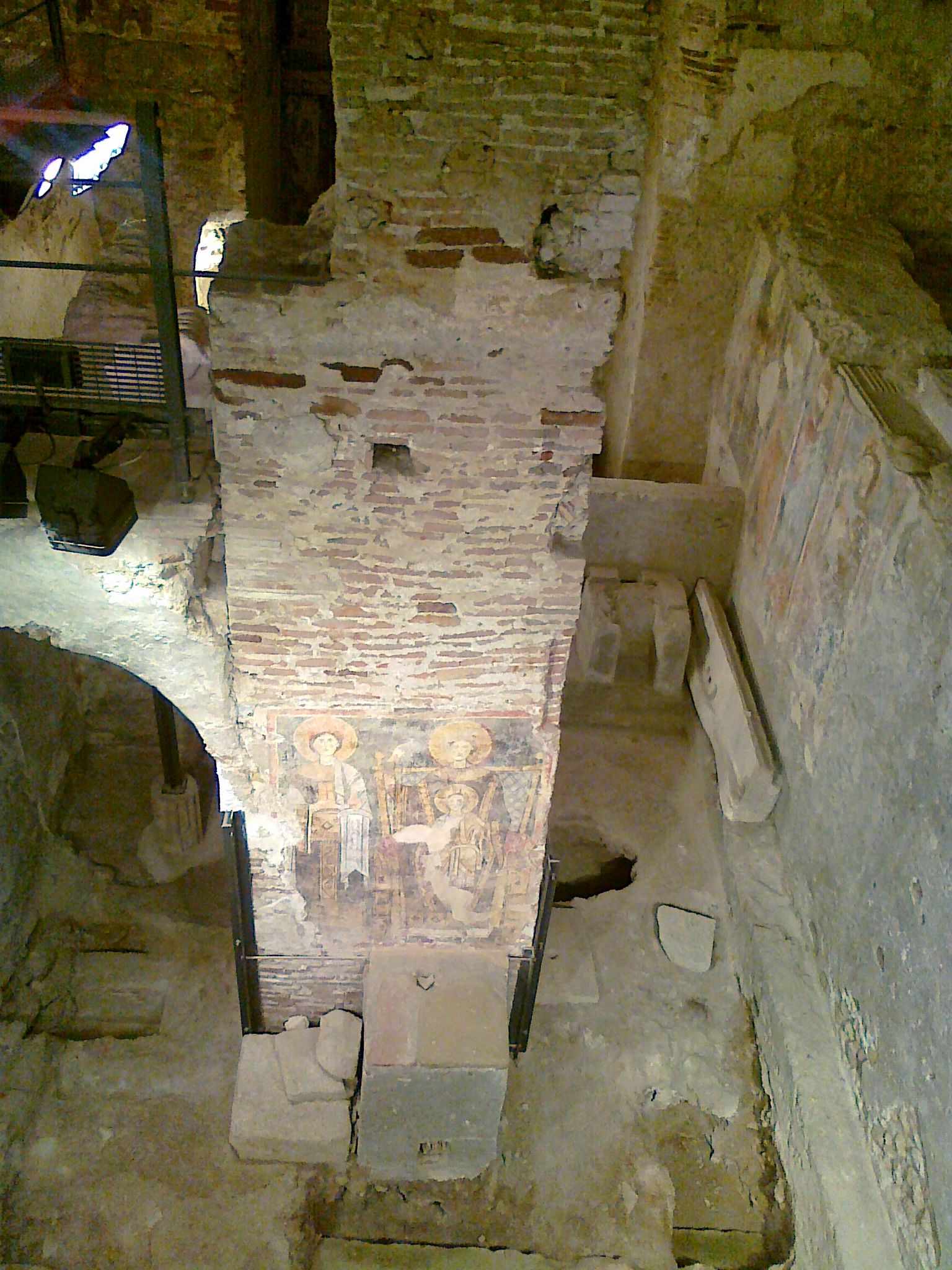
Ipogeo della chiesa di San Pietro a Corte

Alla base dell'intera struttura vi è parte di un edificio d'età medio-imperiale (fine del I - inizio del II secolo).
Il complesso si sviluppava in altezza per circa 13 m, mentre si articolava secondo il susseguirsi dinamico di ambienti con volte a crociera e a botte. In particolare l'aula del frigidarium era separata in due ambienti il primo dei quali era coperto da una volta a crociera mentre il secondo, che ospitava una vasca in marmo, da una volta a botte. Attualmente questi spazi si trovano nell'area ipogea a circa 5 metri sotto l'attuale livello stradale.
Gli ambienti proseguono verso nord-est, sotto l'attuale palazzo Fruscione, dove è stato recentemente messo in luce un pavimento musivo, mentre l'ipotesi di un calidarium sotto la chiesa del S. Salvatore non è stata avvalorata dall'indagine archeologica che invece ha evidenziato l'esistenza di un balneum altomedievale che si appoggia ai pilastri di età longobarda.
Le terme vennero abbandonate, probabilmente a causa di un'alluvione, nel IV secolo.

## Luogo di culto e cimitero paleocristiano
L'aula del frigidarium fu riutilizzata nel V secolo da una comunità di cristiani che adibirono l'area a ecclesia con annesso cimitero. Il fondatore della chiesa cimiteriale è il vir spectabilis Socrates, un personaggio di rango della Salerno bizantina che realizzò per sé e per i suoi cari una cappella funeraria privata. Il suo sepolcro fu posto di fronte all'ingresso sotto un precedente arco romano che, chiuso, andò a costituire l'arco solio della struttura tombale (di tradizione paleocristiana).
L'analisi dei nomi che compaiono sulle epigrafi di questo ed altri sepolcri (databili fino al VII secolo), testimonia la presenza in città di una popolazione multietnica: romani, goti e bizantini.

## Il palazzo di Arechi II

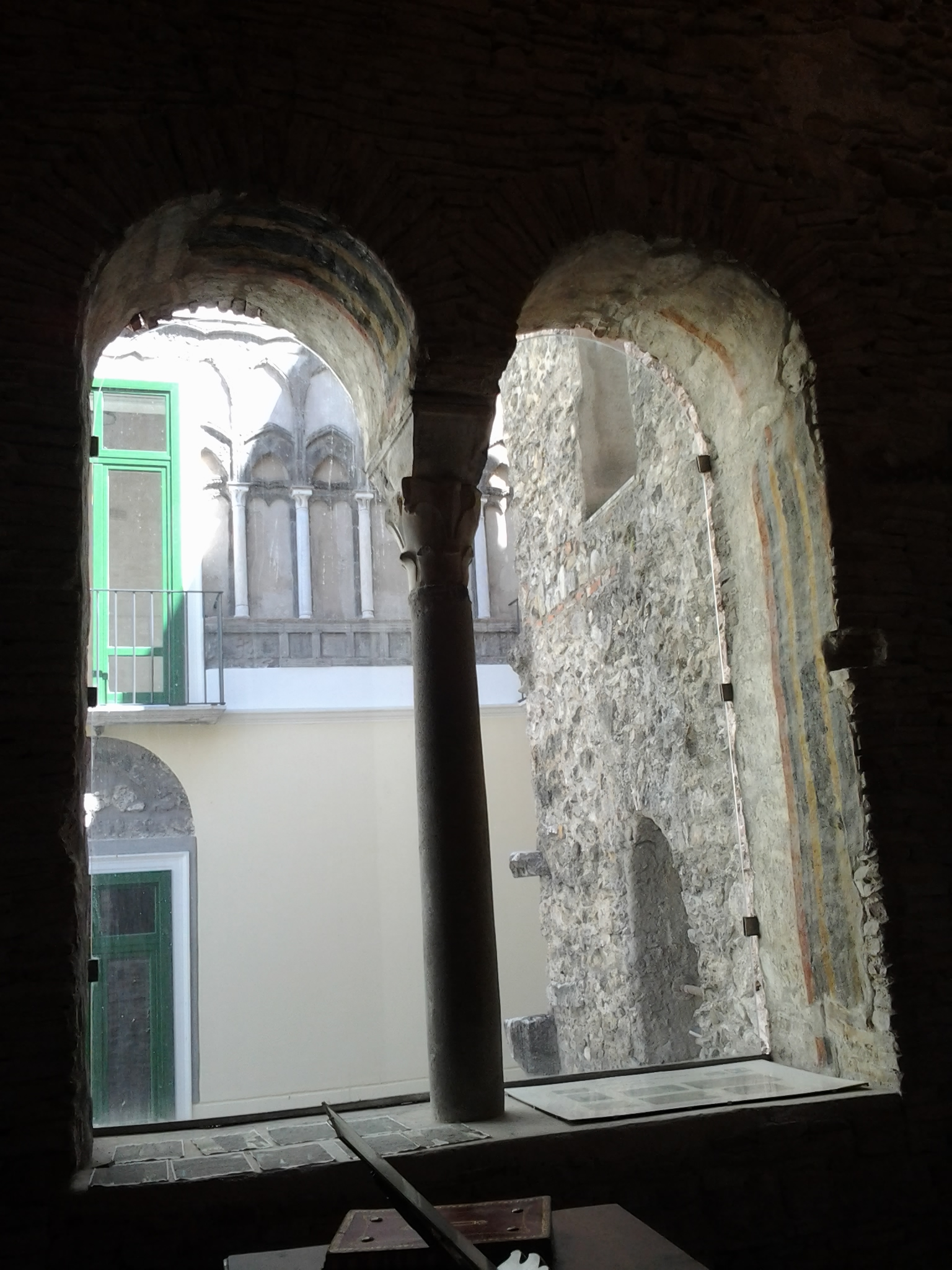
Bifore dell'aula

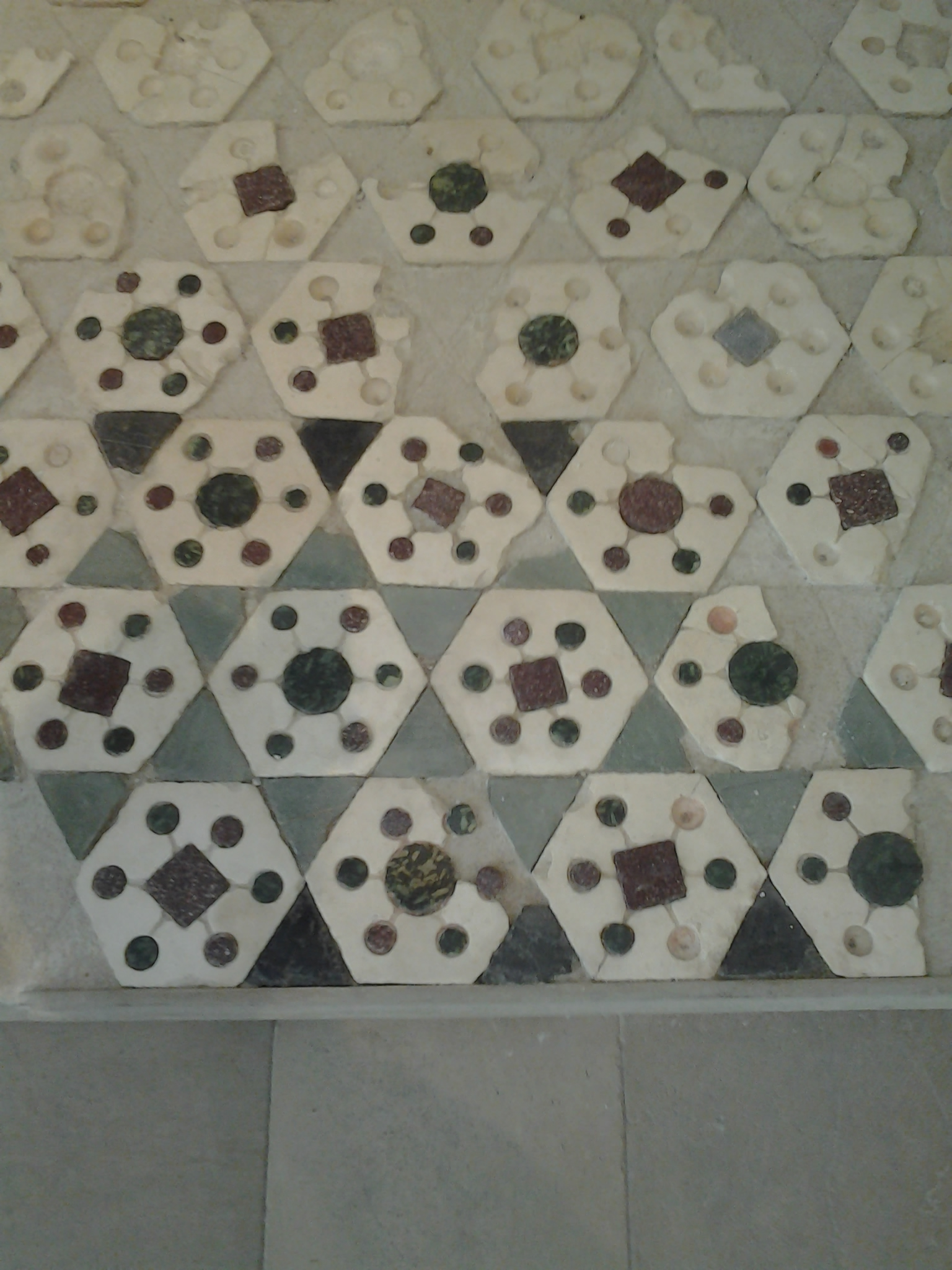
Antica pavimentazione dell'aula in "opus sectile" policromo

Nel 774, dopo la discesa di Carlo Magno a Pavia, la resa di Pavia e di Desiderio, Arechi II, duca di Benevento si trasferì a Salerno dove lo attendeva un nuovo palazzo di governo, la cui costruzione era certamente avvenuta negli anni precedenti. In seguito si autoproclamò princeps gentis longobardorum dichiarandosi di fatto ultimo baluardo delle genti longobarde nella penisola.
Salerno era una città naturalmente fortificata: sita sul mare, protetta alle spalle dai monti, lontana dalle strade, dotata di un ottimo sistema difensivo con una solida cinta muraria bizantina.
Il Chronicon Salernitanum recita: «in ea (Salerno) mire magnitudinis immo et pulcritudinis palacio construxit» ed ancora racconta che nel luogo in cui fu costruito il palazzo il principe trovò un idolo d'oro dalla fusione del quale sarebbero state ricavate le decorazioni dorate che ornavano tutto l'edificio.
Di fatto il palazzo fu costruito in pieno centro cittadino ribadendo le scelte già fatte dai Longobardi a Pavia e a Benevento, e non considerando quindi ostili le popolazioni locali. La residenza si articolava su più livelli e si estendeva sull'asse nord-sud. La parte meridionale era innestata, probabilmente con una torre, sulle mura che affacciavano sulla spiaggia, dove una scalinata monumentale introduceva al palazzo.
Ciò che rimane del palazzo arechiano è ancora leggibile nell'edificio superstite che affianca la chiesa di Santo Stefano, in origine chiesa palatina, e nelle arcate sorrette da colonne e capitelli che si affacciano su via della Dogana Vecchia e che trovano riscontro con analoghi edifici costruiti tra l'VIII e il X secolo.

L'unico ambiente superstite della residenza è la cappella palatina, costruita sulle preesistenti strutture romane. Quando Arechi decise di fare erigere il palazzo, fortificò le strutture romane che dovevano sostenere ora il peso di piani superiori. Sulle volte ormai crollate posizionò un solaio che divenne il pavimento della soprastante chiesa, che dedicò ai Santissimi Pietro e Paolo, decorandolo con splendidi mosaici in tessere marmoree di spoglio, di cui si conservano numerosi frammenti, che rimandano agli esempi longobardi di Cividale del Friuli, San Salvatore di Brescia e di Sant'Ilario di Port'Aurea di Benevento, mentre un imponente Titulus dedicatorio correva lungo i muri interni della chiesa magnificando l'opera del duca. L'aula, che fu chiesa e sala del trono, fu anche dotata di un atrio di cui rimane il solo loggiato di cui sono visibili delle bifore con archi in mattoni che poggiano al centro su una colonna con capitello altomedievale. L'ingresso all'aula avveniva attraverso un accesso posto sul muro sud, scomparso poi in seguito ai rifacimenti di età moderna e contemporanea.
Si era giunti a dubitare della reale esistenza di tale titulus, finché non vennero rinvenuti i frammenti con «… GE DUC CLEME …», facenti parte dell'esametro «DUC AGE DUC CLEMENS ARICHI PIA SUSCIPE VOTA». Le singole lettere sono incise nel marmo ed erano rivestite di bronzo dorato e delimitate sopra e sotto da listelli, anch'essi rivestiti di bronzo dorato.

## Dall'XI al XIV secolo

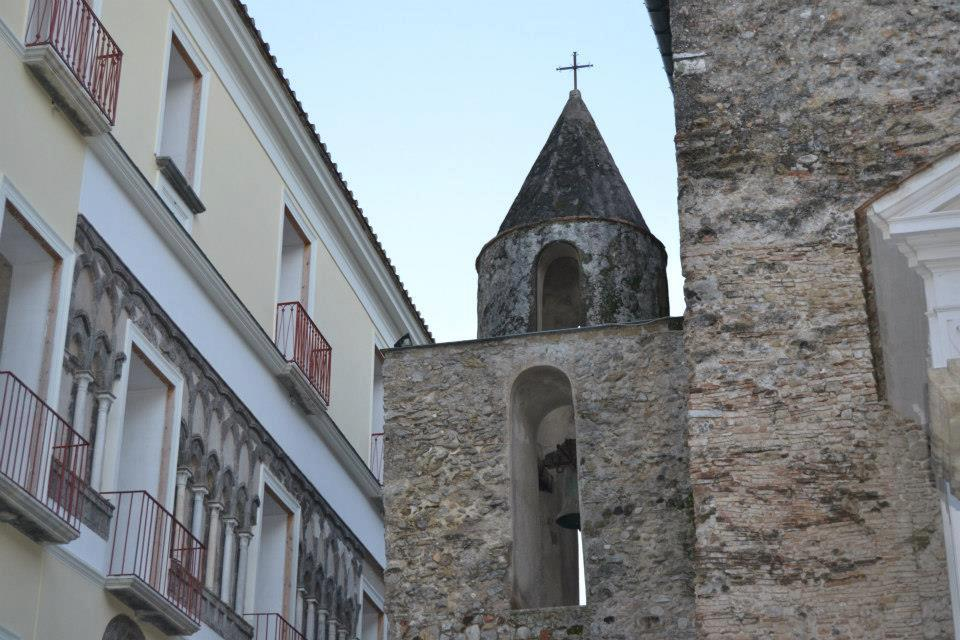
Campanile di S.Pietro a Corte e il vicino Palazzo Fruscione

Durante il periodo normanno ed fino al periodo svevo, gli ambienti del palazzo vennero utilizzati per usi pubblici. L'aula di rappresentanza del palazzo fu utilizzata per le riunioni del parlamento cittadino e, a partire dal XVIII secolo anche per le cerimonie di consegna delle lauree della Scuola medica salernitana.
Nell'ambiente ipogeo a partire dall'età normanna fu disposto un oratorio. Lo spazio cimiteriale utilizzato come cantiere ospitò vasche per la produzione della calce e in seguito fu abbandonato e staccato dall'aula liturgica il cui accesso fu assicurato attraverso una scala di comunicazione tra la strada a nord e la chiesa. La ristrutturazione dell'edificio vide il rinforzo dei muri perimetrali che probabilmente negò la decorazione dei secoli precedenti, pertanto nuovi affreschi andarono a decorare l'edificio. Sul pilastro costruito da Arechi II per sostenere il pavimento della soprastante cappella palatina vennero rappresentati una Madonna in trono con Bambino e sulla destra S. Caterina d'Alessandria, raffigurazione che ricorre anche sugli altri lati dello stesso pilastro. Teorie di santi e sante decorarono anche i muri perimetrali dove sono ancora ben visibili le immagini di S. Giorgio e di S. Nicola, quelle dei SS. Pietro e Paolo, di una Madonna Odigitria e di un S. Giacomo. Affreschi che si datano tra a fine del XII secolo e il XIV. La presenza di un pulpito, la raffigurazione ricorrente di S. Caterina d'Alessandria, all'interno dell'oratorio, inducono a ritenere lo spazio una delle aule della scuola Medica Salernitana.

## Dal XVI secolo ai nostri giorni

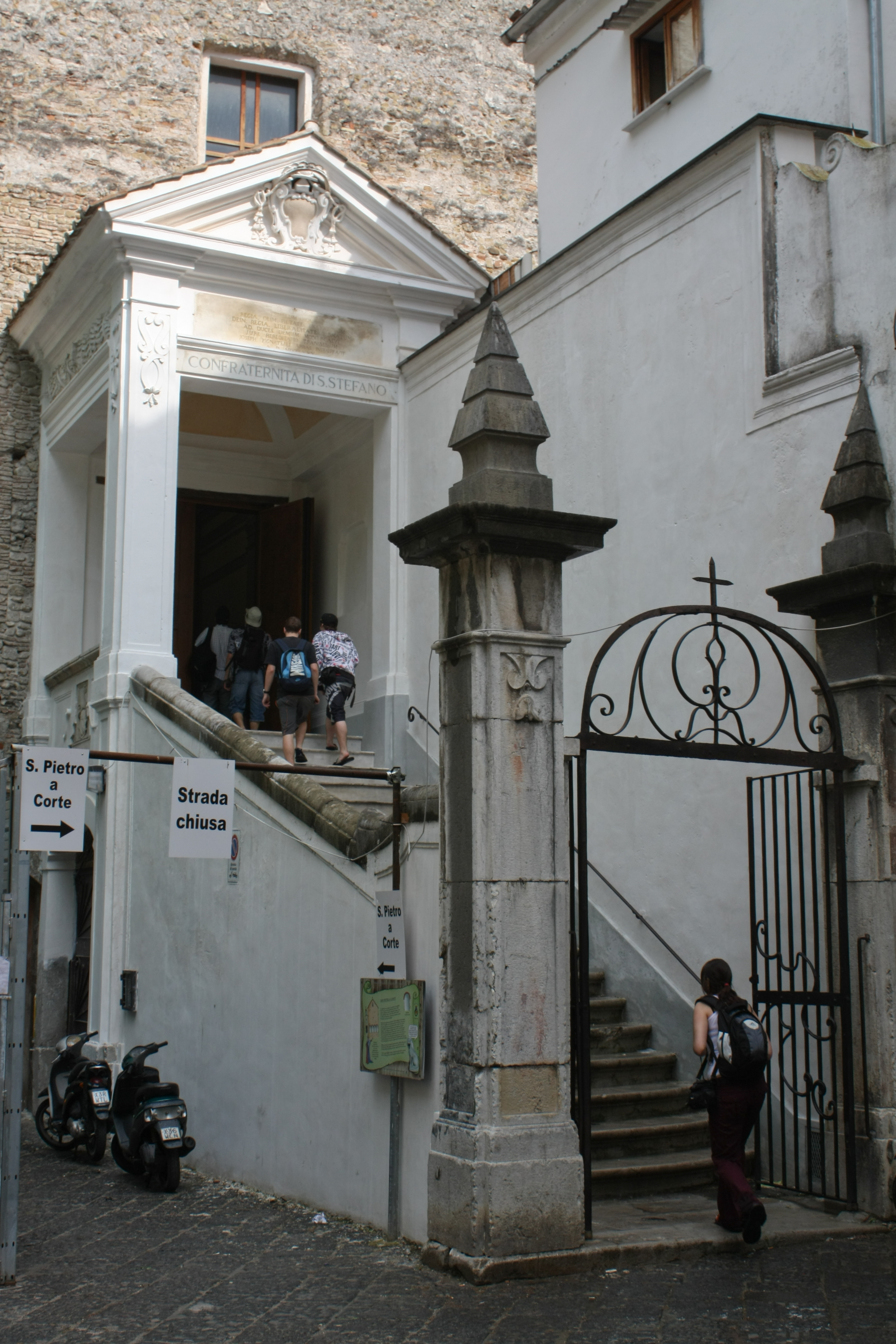
Le gradinate d'accesso

A metà del '500 il pavimento della chiesa superiore crollò rendendo inagibili entrambi i luoghi di culto la cui memoria fu affidata all'edicola votiva oggi inglobata nella chiesa di S. Anna, raffigurante la Madonna con a sinistra S. Pietro e a destra S. Caterina alessandrina.
Nel 1576 la chiesa superiore subì un restauro. Nel 700 fu realizzata una scala d'ingresso alla stessa chiesa che conduce ad un protiro con un timpano sostenuto da colonne. Caduta in disuso, durante la prima guerra mondiale fu utilizzata come deposito militare. Nel 1939 fu data in concessione alla confraternita di Santo Stefano dall'arcivescovado.
Gli ambienti a livello stradale fino agli anni cinquanta erano occupati da un fornaio, un carbonaio e dalla cappella di Sant'Anna. A partire dagli anni settanta partirono gli scavi della sovrintendenza per mettere in luce gli ambienti ipogei.

### Cappella di Sant'Anna
La piccola chiesa fu fondata nel 1725 da Monsignore Fabrizio di Capua sotto richiesta di Domenico Cardillo. Nel 1785 sappiamo che la chiesa era ancora adibita al culto ed era dotata di due altari e di una sacrestia per poi essere ampliata nei secoli successivi. Nel 1937 la cappella è adibita a bottega di un fabbro e successivamente a rivendita di carboni. Negli anni novanta risulta completamente abbandonata ma in seguito viene ristrutturata ed annessa ai vicini scavi di San Pietro a Corte.
La cappella sorge sul lato nord della Chiesa di San Pietro a Corte ed in seguito a degli scavi volti a verificare la consistenza del campanile, che si è dimostrato essere stato realizzato nel XV secolo, furono scoperte nel lato nord della cappella le tracce di strutture romane caratterizzate dall'opus reticolatum su muratura listata su tufelli a doppi corsi di laterizi.